# Izrael – Palestyna. Pokój czy święta wojna
Izrael – Palestyna. Pokój czy święta wojna (hiszp. Israel – Palestina. Paz o guerra santa) – książka peruwiańskiego pisarza Mario Vargasa Llosy. Została wydana w roku 2006. W Polsce pierwsze wydanie ukazało się w roku 2007 w przekładzie Barbary Jaroszuk i Krzysztofa Iszkowskiego.
Książka jest zbiorem tekstów opublikowanych wcześniej w hiszpańskim dzienniku 'El Pais', dotyczących konfliktu między Izraelem a Palestyną. Zawiera analizę sytuacji politycznej i relację autora z wizyty w Strefie Gazy i na okupowanych terytoriach Zachodniego Brzegu. W książce znajdują się fotografie wykonane przez córkę pisarza Morganę Vargas Llosa.